# ジャン・パウル・ボエチウス
ジャン＝パウル・ボエチウス（Jean-Paul Boëtius、1994年3月22日 - ）は、オランダ・ロッテルダム出身のプロサッカー選手。SVダルムシュタット98所属。ポジションは主に両サイドだがトップ下でもプレーできる。ウルビー・エマヌエルソンの遠縁の甥に当たる。ボエティウス、ボエティトゥスとは発音されない。

## 経歴
ボエチウスはロッテルダムのヘネハウウェルラーン近隣のストリートでフットボールを始めた。6歳にして大きな才能があると見込まれて他の選手たちが母親にすぐにプロクラブに電話するようにボエチウスの母親に助言。母親はSBVエクセルシオール、スパルタ・ロッテルダム、フェイエノールトに電話し、最初の二つでは居場所がなかったがすぐにフェイエノールトのトレーニングに参加することができた。そこで上手くいき、わずか4日でフェイエノールトの初めての試合に出場した。
ボエチウスは同じ94年組であるアナス・アチャバール、カリム・レキク、テレンス・コンゴロ、カイル・エベシリオ、一つ年下のトニー・ヴィリェナと共に9歳以下からのチームからフェイエノールトのユースの各世代を経験。17歳以下では深刻な膝の怪我でチームメイトが優勝した17歳以下欧州選手権出場を逃し、同世代がトップチームにデビューしていくのをユースで見ていなければならなかった。
リハビリから復帰したボエチウスはルーベン・スハーケンの怪我を受けて2012年10月28日のアヤックス・アムステルダムとのホームゲームでスタメンとしてデビュー。23分に同点(1-1)に追いつくゴールも決めるなど、対面したオランダ代表のリカルド・ファン・ラインを完全に圧倒する活躍でデビューを果たし、クーマンにトップチーム昇格も認められた。11月29日には2016年夏まで契約を延長。
以後スタメン出場を続け、2月10日のAZアルクマールとのホームゲームでは1ゴール1アシストなどの活躍でフットボール･インターナショナルの週間最優秀選手に。ヨハン･デルクセンは「クーン・ムーラインのようだ」と讃えた。
2013年4月にトレーニング中に右膝半月板を損傷、全治3ヶ月以上の怪我により、6月の21歳以下欧州選手権というメジャー･トーナメントをまたしても逃した。2013-2014シーズンは背番号を28から7に変更。9月15日に長期離脱から復帰、次第にコンディションを取り戻してゴールとアシストを量産し、2014年3月5日のフランスとの親善試合にフェイエノールダーとして史上3人目の若さ(19歳348日)でオランダ代表でのデビューを果たした。ブラジルでのワールドカップ･セレクション入りの可能性もあったが、候補合宿で脱落。
2014-2015シーズンも監督 フレッド･ルテンのもとで当初スタメン起用されていたが、本来のプレーを見せることはできず、次第に精彩を欠いてフォームを失い、スタメンのポジションも失う中、残り1年の契約延長を拒否。2015年のプレシーズンも新監督 ジョヴァンニ・ファン･ブロンクホルストの信頼を得られず、やはり契約延長も拒否したことで10年以上過ごしたクラブを去り、8月3日にFCバーゼルへの移籍が決まった。移籍金は報道では200万ユーロとボーナス50万ユーロ。
FCバーゼルでは加入当初こそレギュラーで起用されていたもののフィジカルコンタクトに弱くボールロストの多いプレースタイルが評価されず徐々に出場機会を失うこととなったが、2016-2017シーズン後半にKRCヘンクにレンタルされ、ユース代表でもボエチウスを指導していたアルベルト・スタイフェンベルフのもとで復活を見せた。KRCヘンクが買い取りオプションを行使しなかったが、2017年夏にエルジェロ・エリアの代わりのサイドプレイヤーを探していたフェイエノールトがFCバーゼルと合意し、2年ぶりのロッテルダム帰還が実現。3年契約にサインした。
2018年8月、1.FSVマインツ05へ2022年6月までの4年契約で完全移籍した。
2022年8月8日、ヘルタ・ベルリンと3年契約を結んだ。2022年9月に精巣がんの手術を受けた。さらにリンパ節への転移が見つかり、化学療法を行った。
2025年1月21日、SVダルムシュタット98に加入した。

## プレースタイル＆評価
スピードに優れ、テクニックと決定的なパスを送る視野も持つ。
2013年3月にベルト・ファン・マルワイクは「現時点でオランダ最高のウィンガーだと思う」と賞讃した。
ユースではほとんど常に右サイドでプレーしていたが、フェイエノールトのトップチームではデビュー以来左サイドで起用されていた。フットボール・インターナショナルではルネ・ファン・デル・ハイプによって「彼は左足が全く使えない」と左サイド起用を度々批判されている。

## タイトル
フェイエノールト
- KNVBベーカー : 2017-18
- ヨハン・クライフ・スハール : 2018